# María Lourdes Carlé
María Lourdes Carlé (ur. 10 lutego 2000 w Daireaux) – argentyńska tenisistka.

## Kariera tenisowa
W karierze zwyciężyła w trzynastu singlowych i pięciu deblowych turniejach rangi ITF. 6 maja 2024 roku zajmowała najwyższe miejsce w rankingu singlowym WTA Tour – 71. pozycję, natomiast 25 lipca 2022 osiągnęła najwyższą pozycję w rankingu deblowym – 136. miejsce.

## Finały turniejów WTA
| Legenda                   | Legenda |
| ------------------------- | ------- |
| Wielki Szlem              |         |
| Igrzyska olimpijskie      |         |
| WTA Tour Championships    |         |
| od 2021                   |         |
| WTA 1000 (obowiązkowe)    |         |
| WTA 1000 (nieobowiązkowe) |         |
| WTA 500                   |         |
| WTA 250                   |         |
| WTA 125                   |         |

### Gra podwójna 1 (0–1)
| Końcowy wynik | Nr | Data          | Turniej | Nawierzchnia | Partnerka      | Przeciwniczki                  | Wynik finału |
| ------------- | -- | ------------- | ------- | ------------ | -------------- | ------------------------------ | ------------ |
| Finalistka    | 1. | 20 lipca 2025 | Jassy   | Ceglana      | Simona Waltert | Veronika Erjavec Panna Udvardy | 5:7, 3:6     |

## Finały turniejów WTA 125

### Gra pojedyncza 3 (1–2)
| Końcowy wynik | Nr | Data              | Turniej             | Nawierzchnia | Przeciwniczka   | Wynik finału  |
| ------------- | -- | ----------------- | ------------------- | ------------ | --------------- | ------------- |
| Finalistka    | 1. | 3 grudnia 2023    | Buenos Aires        | Ceglana      | Laura Pigossi   | 3:6, 2:6      |
| Zwyciężczyni  | 1. | 7 kwietnia 2024   | La Bisbal d’Empordà | Ceglana      | Rebeka Masarova | 3:6, 6:1, 6:2 |
| Finalistka    | 2. | 24 listopada 2024 | Colina              | Ceglana      | Nina Stojanović | 6:3, 4:6, 4:6 |

### Gra podwójna 6 (3–3)
| Końcowy wynik | Nr | Data             | Turniej      | Nawierzchnia | Partnerka           | Przeciwniczki                        | Wynik finału   |
| ------------- | -- | ---------------- | ------------ | ------------ | ------------------- | ------------------------------------ | -------------- |
| Finalistka    | 1. | 7 listopada 2021 | Buenos Aires | Ceglana      | Despina Papamichail | Irina Bara Ekaterine Gorgodze        | 7:5, 5:7, 4–10 |
| Zwyciężczyni  | 1. | 3 grudnia 2023   | Buenos Aires | Ceglana      | Despina Papamichail | María Paulina Pérez Sofia Sewing     | 6:3, 4:6, 11–9 |
| Zwyciężczyni  | 2. | 9 grudnia 2023   | Montevideo   | Ceglana      | Julia Riera         | Freya Christie Yuliana Lizarazo      | 7:6(5), 7:5    |
| Finalistka    | 2. | 13 lipca 2024    | Båstad       | Ceglana      | Julia Riera         | Peangtarn Plipuech Tsao Chia-yi      | 5:7, 3:6       |
| Finalistka    | 3. | 7 września 2024  | Montreux     | Ceglana      | Simona Waltert      | Ingrid Gamarra Martins Quinn Gleason | 3:6, 6:4, 7–10 |
| Zwyciężczyni  | 3. | 29 marca 2025    | Antalya      | Ceglana      | Simona Waltert      | Maja Chwalińska Anastasia Dețiuc     | 3:6, 7:5, 10–3 |

## Finały turniejów ITF
| turnieje z pulą nagród 100 000 $ (W100) |
| turnieje z pulą nagród 80 000 $ (W80)   |
| turnieje z pulą nagród 60 000 $ (W75)   |
| turnieje z pulą nagród 40 000 $ (W50)   |
| turnieje z pulą nagród 25 000 $ (W35)   |
| turnieje z pulą nagród 15 000 $ (W15)   |
| turnieje z pulą nagród 10 000 $         |

### Gra pojedyncza 15 (13–2)
| Rezultat     |     | Data       | Turniej             | ($)      | Naw.    | Przeciwniczka          | Wynik            |
| Finalistka   | 1.  | 21/05/2017 | Antalya             | 10 000   | Ceglana | Warwara Flink          | 4:6, 6:7(5)      |
| Zwyciężczyni | 1.  | 16/09/2017 | Buenos Aires        | 15 000   | Ceglana | Stephanie Petit        | 2:6, 6:2, 7:6(5) |
| Zwyciężczyni | 2.  | 18/03/2018 | São José dos Campos | 15 000   | Ceglana | Victoria Bosio         | 7:5, 1:6, 6:2    |
| Zwyciężczyni | 3.  | 16/06/2019 | Wesley Chapel       | 15 000   | Ceglana | Victoria Emma          | 6:3, 6:1         |
| Zwyciężczyni | 4.  | 22/09/2019 | Buenos Aires        | 15 000   | Ceglana | Julieta Lara Estable   | 6:4, 7:6(5)      |
| Zwyciężczyni | 5.  | 16/02/2020 | Cancún              | 15 000   | Twarda  | Dasha Ivanova          | 6:4, 6:0         |
| Finalistka   | 2.  | 11/10/2020 | Monastyr            | 15 000   | Twarda  | Yvonne Cavallé Reimers | 3:6, 6:7(4)      |
| Zwyciężczyni | 6.  | 18/10/2020 | Monastyr            | 15 000   | Twarda  | Weronika Falkowska     | 6:3, 2:6, 6:1    |
| Zwyciężczyni | 7.  | 01/11/2020 | Monastyr            | 15 000   | Twarda  | Weronika Falkowska     | 6:4, 6:3         |
| Zwyciężczyni | 8.  | 06/06/2021 | Santo Domingo       | 25 000   | Twarda  | Conny Perrin           | 6:4, 6:0         |
| Zwyciężczyni | 9.  | 22/05/2022 | Pelham              | 60 000   | Ceglana | Elvina Kalieva         | 6:1, 6:1         |
| Zwyciężczyni | 10. | 14/05/2023 | Båstad              | 25 000   | Ceglana | İpek Öz                | 6:4, 6:3         |
| Zwyciężczyni | 11. | 21/05/2023 | Bodrum              | 60 000   | Ceglana | Irina Bara             | 6:4, 6:4         |
| Zwyciężczyni | 12. | 24/09/2023 | Pazardżik           | 40 000   | Ceglana | Çağla Büyükakçay       | 6:1, 6:2         |
| Zwyciężczyni | 13. | 28/01/2024 | Vero Beach          | 60 000+H | Ceglana | Gabriela Lee           | 6:4, 7:6(4)      |

### Gra podwójna 13 (5–8)
| Rezultat     |    | Data       | Turniej                   | ($)    | Naw.    | Partnerka             | Przeciwniczki                            | Wynik           |
| Zwyciężczyni | 1. | 15/09/2017 | Buenos Aires              | 15 000 | Ceglana | Emily Appleton        | Julieta Lara Estable Melina Ferrero      | 6:3, 6:1        |
| Finalistka   | 1. | 21/09/2019 | Buenos Aires              | 15 000 | Ceglana | Julieta Lara Estable  | Candela Bugnon Guillermina Naya          | 2:6, 6:1, 8–10  |
| Zwyciężczyni | 2. | 22/02/2020 | Cancún                    | 15 000 | Twarda  | Thaisa Grana Pedretti | Kendra Bunch Katarina Kozarow            | walkower        |
| Finalistka   | 2. | 03/10/2020 | Monastyr                  | 15 000 | Twarda  | Olivia Gram           | Darja Astachowa Darja Semeņistaja        | 4:6, 3:6        |
| Finalistka   | 3. | 03/04/2021 | Villa María               | 25 000 | Ceglana | Victoria Bosio        | Walendini Gramatikopulu Richèl Hogenkamp | 2:6, 2:6        |
| Finalistka   | 4. | 23/07/2021 | Contamines-Montjoie       | 25 000 | Ceglana | Ylena In-Albon        | Diāna Marcinkēviča Chiara Scholl         | 6:3, 2:6, 7–10  |
| Finalistka   | 5. | 21/08/2021 | San Bartolomé de Tirajana | 60 000 | Ceglana | Julieta Lara Estable  | Arianne Hartono Olivia Tjandramulia      | 4:6, 6:2, 7–10  |
| Zwyciężczyni | 3. | 16/10/2021 | Lima                      | 25 000 | Ceglana | Laura Pigossi         | María Paulina Pérez Jessica Plazas       | 6:1, 6:1        |
| Zwyciężczyni | 4. | 27/11/2021 | Brasília                  | 60 000 | Ceglana | Carolina Alves        | Wałerija Strachowa Olivia Tjandramulia   | 6:2, 6:1        |
| Zwyciężczyni | 5. | 12/02/2022 | San Miguel de Tucumán     | 25 000 | Ceglana | Julieta Lara Estable  | Nicole Fossa Huergo Noelia Zeballos      | 3:6, 6:0, 10–7  |
| Finalistka   | 6. | 19/03/2022 | Anapoima                  | 25 000 | Ceglana | Laura Pigossi         | Ylena In-Albon Réka Luca Jani            | 6:1, 3:6, 7–10  |
| Finalistka   | 7. | 26/03/2022 | Medellín                  | 25 000 | Ceglana | Laura Pigossi         | Conny Perrin Daniela Seguel              | 2:6, 7:5, 8–10  |
| Finalistka   | 8. | 11/06/2022 | Biarritz                  | 60 000 | Ceglana | Marija Timofiejewa    | Anna Danilina Wałerija Strachowa         | 6:2, 3:6, 12–14 |

## Występy w igrzyskach olimpijskich

### Gra pojedyncza
| Runda                                                                            | Przeciwniczka                     | Wynik    |
| -------------------------------------------------------------------------------- | --------------------------------- | -------- |
|                                                                                  |                                   |          |
| Letnie Igrzyska Olimpijskie w Paryżu 2024, reprezentując państwo Argentyna [ITF] |                                   |          |
| I runda                                                                          | Niemcy: Tatjana Maria             | 6:0, 6:0 |
| II runda                                                                         | Stany Zjednoczone: Coco Gauff [2] | 1:6, 1:6 |

### Gra podwójna
| Runda                                                                      | Partnerka       | Przeciwniczki                                       | Wynik    |
| -------------------------------------------------------------------------- | --------------- | --------------------------------------------------- | -------- |
|                                                                            |                 |                                                     |          |
| Letnie Igrzyska Olimpijskie w Paryżu 2024, reprezentując państwo Argentyna |                 |                                                     |          |
| I runda                                                                    | Nadia Podoroska | Niemcy: Tamara Korpatsch / Tatjana Maria            | 6:3, 6:0 |
| II runda                                                                   | Nadia Podoroska | Hiszpania: Cristina Bucșa / Sara Sorribes Tormo [8] | 3:6, 4:6 |